# The Joshua Tree Tour 2019
Il The Joshua Tree Tour 2019 è stato il diciannovesimo tour di concerti del gruppo musicale irlandese U2, partito l'8 novembre 2019 da Auckland e terminato il 15 dicembre dello stesso anno a Mumbai. 
Si è trattato della prosecuzione del The Joshua Tree Tour 2017, il tour celebrativo in vista del trentennale del famoso album del The Joshua Tree, svoltosi in Nord America, Europa e Sud America nel 2017; questa volta è stato organizzato in Oceania e in Asia.

## Storia
Alla fine del 2018, dopo aver concluso l'Experience + Innocence Tour, la band annunciò di volersi prendere una pausa dai tour dopo averne fatti tre in quattro anni e riordinare le idee per un eventuale nuovo album. Ma a seguito di numerosissime richieste da parte dei fan stanziati in Oceania e in Asia (con tanto di petizioni online), la band, la sera del 30 maggio 2019, ha annunciato ufficialmente il tour, il quale ha toccato, per la prima volta nella storia della band, anche Singapore, Corea del Sud, Filippine e India. Gli U2 non suonavano in Oceania dal 2010 e in Asia dal 2006.

## Scaletta
Essendo la prosecuzione del tour del 2017, le scalette erano molto simili a quelle di due anni prima. Ad aprire lo show, il solito gruppo di canzoni coi loro successi anni '80, ovvero Sunday Bloody Sunday, una tra I Will Follow e Gloria, New Year's Day, Bad e Pride (In the Name of Love). Lo spettacolo proseguiva con l'intera esecuzione di The Joshua Tree e una tra Angel Of Harlem e Desire a chiudere il main set. Gli encore erano composti da Elevation, Vertigo, Even Better Than The Real Thing, una tra Every Breaking Wave e You're The Best Thing About Me, Beautiful Day, Ultraviolet (Light My Way), Love Is Bigger Than Anything In Its Way e One (occasionalmente, sono state proposte anche Stuck In A Moment You Can't Get Out Of e l'ultimo singolo Ahimsa).

### Setlist standard del tour presa dal concerto di Tokyo, 4 dicembre 2019
- Sunday Bloody Sunday
- I Will Follow
- New Year's Day
- Bad
- Pride (In The Name Of Love)

- (The Joshua Tree)

- Where The Streets Have No Name
- I Still Haven't Found What I'm Looking For
- With Or Without You
- Bullet The Blue Sky
- Running To Stand Still
- Red Hill Mining Town
- In God's Country
- Trip Through Your Wires
- One Tree Hill
- Exit
- Mothers Of The Disappeared

- Encore

- Angel of Harlem
- Elevation
- Vertigo
- Even Better Than The Real Thing
- Every Breaking Wave
- Beautiful Day
- Ultraviolet (Light My Way)
- Love Is Bigger Than Anything In Its Way
- One[5]

### Canzoni suonate
| Album                           | Canzoni |
| ------------------------------- | --- |
| Boy                             | - I Will Follow |
| October                         | - Gloria |
| War                             | - New Year's Day - Sunday Bloody Sunday |
| The Unforgettable Fire          | - Pride (In the Name of Love) - Bad |
| The Joshua Tree                 | - Bullet the Blue Sky - Exit - In God's Country - Mothers of the Disappeared - One Tree Hill - Red Hill Mining Town - Running to Stand Still - Trip Through Your Wires - Where the Streets Have No Name - With or Without You - I Still Haven't Found What I'm Looking For |
| Rattle and Hum                  | - Angel of Harlem - Desire |
| Achtung Baby                    | - Even Better Than the Real Thing - One - Ultraviolet (Light My Way) |
| All That You Can't Leave Behind | - Beautiful Day - Elevation - Stuck in a Moment You Can't Get Out Of |
| How to Dismantle an Atomic Bomb | - Vertigo |
| Songs of Innocence              | - Every Breaking Wave |
| Songs of Experience             | - Love Is Bigger Than Anything in Its Way - You're the Best Thing About Me |
| Singoli                         | - Ahimsa |

## Formazione

### U2
- Bono - voce, armonica a bocca
- The Edge - chitarra, tastiere, pianoforte, cori
- Adam Clayton - basso
- Larry Mullen Jr. - batteria, percussioni

## Date
| Data             | Città     | Stato         | Luogo                         | Artisti d'apertura                 | Biglietti (venduti / disponibili) | Incasso     |
| Oceania          | Oceania   | Oceania       | Oceania                       | Oceania                            | Oceania                           | Oceania     |
| ---------------- | --------- | ------------- | ----------------------------- | ---------------------------------- | --------------------------------- | ----------- |
| 8 novembre 2019  | Auckland  | Nuova Zelanda | Mount Smart Stadium           | Noel Gallagher's High Flying Birds | 69.823 / 69.823                   | $7.223.935  |
| 9 novembre 2019  | Auckland  | Nuova Zelanda | Mount Smart Stadium           | Noel Gallagher's High Flying Birds | 69.823 / 69.823                   | $7.223.935  |
| 12 novembre 2019 | Brisbane  | Australia     | Suncorp Stadium               | Noel Gallagher's High Flying Birds | 45.609 / 45.609                   | $5.043.388  |
| 15 novembre 2019 | Melbourne | Australia     | Marvel Stadium                | Noel Gallagher's High Flying Birds | 59.726 / 59.726                   | $6.909.670  |
| 19 novembre 2019 | Adelaide  | Australia     | Adelaide Oval                 | Noel Gallagher's High Flying Birds | 30.708 / 30.708                   | $2.497.877  |
| 22 novembre 2019 | Sydney    | Australia     | Sydney Cricket Ground         | Noel Gallagher's High Flying Birds | 85.654 / 85.654                   | $9.596.903  |
| 23 novembre 2019 | Sydney    | Australia     | Sydney Cricket Ground         | Noel Gallagher's High Flying Birds | 85.654 / 85.654                   | $9.596.903  |
| 27 novembre 2019 | Perth     | Australia     | Optus Stadium                 | Noel Gallagher's High Flying Birds | 46.441 / 46.441                   | $4.433.351  |
| Asia             |           |               |                               |                                    |                                   |             |
| 30 novembre 2019 | Kallang   | Singapore     | Stadio nazionale di Singapore | N.D.                               | 82.557 / 82.557                   | $12.433.310 |
| 1º dicembre 2019 | Kallang   | Singapore     | Stadio nazionale di Singapore | N.D.                               | 82.557 / 82.557                   | $12.433.310 |
| 4 dicembre 2019  | Saitama   | Giappone      | Saitama Super Arena           | N.D.                               | 43.225 / 43.225                   | $10.343.858 |
| 5 dicembre 2019  | Saitama   | Giappone      | Saitama Super Arena           | N.D.                               | 43.225 / 43.225                   | $10.343.858 |
| 8 dicembre 2019  | Seul      | Corea del Sud | Gocheok Sky Dome              | N.D.                               | 26.522 / 26.522                   | $3.714.350  |
| 11 dicembre 2019 | Bocaue    | Filippine     | Philippine Arena              | N.D.                               | 33.721 / 33.721                   | $6.895.277  |
| 15 dicembre 2019 | Mumbai    | India         | DY Patil Stadium              | N.D.                               | 42.590 / 42.590                   | $4.695.722  |
| Totale           | Totale    | Totale        | Totale                        | Totale                             | 566.576 / 566.576 (100%)          | $73.787.641 |